# دنباله‌دار گم‌شده

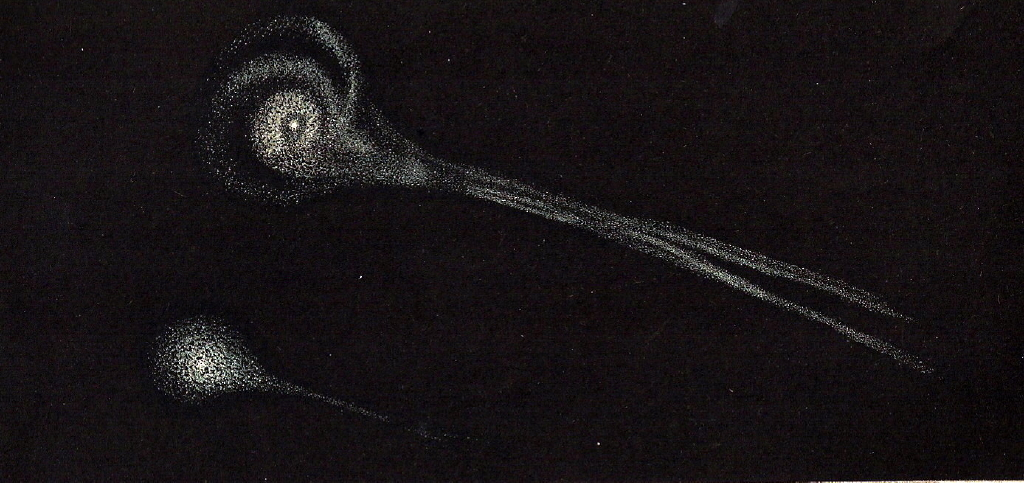
Biela's Comet که در سال ۱۸۴۶ در حالی که دو پاره شده بود دیده شد و از ۱۸۵۲ مشاهده نشده‌است.

دنباله‌دار گم‌شده (انگلیسی: Lost comet) دنباله‌دار دوره‌ای گمشده‌ای است که در وقت آخرین عبور از آستانهٔ اوج خود مشاهده نشده باشد. این امر معمولاً هنگامی اتفاق می‌افتد که داده‌ها برای محاسبهٔ قابل اعتماد مکان دنباله‌دار ناکافی است یا اینکه کشیدگی خورشیدی (فاصله ظاهری نسبت به خورشید از نگاه ناظر زمینی) در مجاورت منطقهٔ عبور آهسته نامطلوب است. مشخصهٔ D/ برای هر دنباله‌دار دوره‌ای که دیگر وجود ندارد یا به نظر می‌رسد ناپدید شده‌باشد استفاده می‌شود.
دنباله‌دارهای گمشده را می‌توان با سیارک‌های از دست رفته (سیارات جزئی از دست رفته) مقایسه کرد، اگرچه محاسبه مدارهای دنباله‌دارها به دلیل نیروهای غیر گرانشی مانند انتشار جت‌های گاز از هسته متفاوت است. برخی از اخترشناسان در این زمینه تخصص دارند، مانند برایان جی.مارسدن، که با موفقیت بازگشت دنباله‌دار دوره‌ای دنباله‌دار سوئیفت-تاتل را که «گم‌شده» بود، در سال ۱۹۹۲ پیش‌بینی کرد.